# The Hollywood Recordings
The Hollywood Recordings es el primer álbum del grupo de Hip Hop Americano Sa-Ra Creative Partners. Este fue lanzado por Babygrande Records en 2007.

## Lista de canciones
| N.º | Título                                                       | Producer(s)                 | Duración |  |
| 1.  | «Seagulls (Intro)»                                           | Sa-Ra Creative Partners     | 1:00     |  |
| 2.  | «Hey Love»                                                   | Sa-Ra Creative Partners     | 3:15     |  |
| 3.  | «Glorious»                                                   | Sa-Ra Creative Partners     | 4:41     |  |
| 4.  | «So Special» (featuring Rozzi Daime)                         | Sa-Ra Creative Partners     | 3:35     |  |
| 5.  | «And If» (featuring Ty Dolla $ign)                           | Shafiq Husayn, Taz Arnold   | 2:37     |  |
| 6.  | «Rosebuds»                                                   | Sa-Ra Creative Partners     | 4:18     |  |
| 7.  | «Feel the Bass» (featuring Talib Kweli)                      | Om'Mas Keith                | 3:01     |  |
| 8.  | «Not on Our Level» (featuirng Capone-N-Noreaga and Lord Nez) | Om'Mas Keith, Shafiq Husayn | 3:35     |  |
| 9.  | «White! (On the Floor)»                                      | Sa-Ra Creative Partners     | 2:58     |  |
| 10. | «Bitch»                                                      | Sa-Ra Creative Partners     | 3:23     |  |
| 11. | «Do Me Gurl» (featuring Ty Dolla $ign)                       | Shafiq Husayn, Taz Arnold   | 3:57     |  |
| 12. | «Ladies Sing»                                                | Sa-Ra Creative Partners     | 3:31     |  |
| 13. | «Sweet Sour You» (featuring Bilal)                           | Sa-Ra Creative Partners     | 3:23     |  |
| 14. | «Tracy» (featuring Rozzi Daime)                              | Shafiq Husayn               | 2:25     |  |
| 15. | «Fly Away» (featuring Erykah Badu and Georgia Anne Muldrow)  | Sa-Ra Creative Partners     | 4:12     |  |
| 16. | «Lean On Me» (featuring Kurupt, Lord Nez, and Erika Rose)    | Om'Mas Keith, Shafiq Husayn | 3:32     |  |
| 17. | «Fish Fillet» (featuring Pharaohe Monch)                     | Sa-Ra Creative Partners     | 3:38     |  |
| 18. | «Thrilla» (featuring J Dilla)                                | Sa-Ra Creative Partners     | 3:59     |  |
| 19. | «Hollywood (Redux)»                                          | Om'Mas Keith                | 5:31     |  |

## Charts
| Chart                  | Posición |
| ---------------------- | -------- |
| Heatseekers Albums     | 12       |
| Independent Albums     | 27       |
| Top R&B/Hip-Hop Albums | 44       |
| Rap Albums             | 20       |